# Jean-Barthélemy Hauréau
Jean-Barthélémy Hauréau (Parigi, 9 novembre 1812 – Parigi, 29 aprile 1896) è stato uno storico, filologo, politico, traduttore, bibliotecario, bibliografo ed erudito francese il quale studiò metodicamente i manoscritti latini del XIII e XIV secolo, un'attività che gli consentì fra l'altro di completare la monumentale Gallia christiana, lasciata incompiuta dai padri maurini.

## Biografia
Nato a Parigi, fece studi brillanti al Lycée Louis-le-Grand e al Collège Bourbon. Dopo la laurea si dedicò al giornalismo e collaborò a diversi giornali democratici: La Tribune, Le National, Le Droit e La Revue du Nord. A vent'anni pubblicò una serie di saggi apologetici sui Montagnardi, il partito più radicale durante la rivoluzione francese, che più tardi, deplorando il suo entusiasmo giovanile, ripudiò. Nel 1838 ebbe la direzione del Courrier de la Sarthe e fu nominato bibliotecario della città di Le Mans; mantenne quest'ultima posizione fino al 1843, quando fu licenziato a causa delle critiche rivolte al sindaco di Le Mans, il duca di Nemours.
Tornato a Parigi, divenne ancora una volta uno dei redattori di Le Nazional. Sembrava destinato a una carriera politica, e dopo la rivoluzione del 24 febbraio 1848 fu eletto all'Assemblea costituente. Lo stesso anno fu nominato conservatore dei manoscritti presso la Bibliothèque Nationale. Come conservatore esplorò metodicamente i manoscritti latini dei secoli XIII e XIV, un'attività lavoro che gli consentì di arricchire la conoscenza del medioevo con informazioni di prima mano. Dopo il colpo di Stato di Napoleone III (2 dicembre 1851) si dimise anche dalla Bibliothèque Nationale e rifiutò di accettare qualsiasi posto pubblico fino alla caduta del Secondo Impero (1870).
Per oltre mezzo secolo Hauréau si interessò di storia della religione, della filosofia e soprattutto della storia letteraria del Medioevo. Già da bibliotecario della città di Le Mans (1838-43) fu attratto dalla storia del Maine e nel 1843 pubblicò il primo volume della sua Histoire littéraire du Maine in 4 volumi (1843-1852) che successivamente rivide e ampliò in una nuova edizione in 10 volumi (1870-1877). Nel 1845 pubblicò una edizione del Histoire de Sablé di Gilles Ménage. Intraprese poi la continuazione della Gallia christiana, lasciata incompiuta dai padri benedettini di San Mauro, producendo i tre volumi mancanti XIV-XVI>; quest'ultimo lavoro gli fece ottenere l'ammissione alla Académie des Inscriptions et Belles-Lettres (1862). Dal quando fu nominato conservatore alla Bibliothèque Nationale fino agli ultimi giorni della sua vita si impegnato a schedare tutti gli scritti medievale in latino, molti dei quali anonimi o di dubbia attribuzione, in materia di filosofia, teologia, grammatica, diritto canonico, e poesia, registrando attentamente sulle schede le parole iniziali di ciascun paragrafo. Dopo la sua morte questo indice di incipit, disposti in ordine alfabetico, è stato presentato alla Académie des Inscriptions et Belles-Lettres, e una copia è stata posta nella sezione manoscritti della Bibliothèque Nationale.
Hauréau pubblicò testi medievali noti e ignoti, e numerosi documenti di grande importanza storica, tra cui lettere dei papi Onorio III, Gregorio IX e Innocenzo IV. In Notices et extraits des manuscrits inserì diversi articoli che furono poi pubblicati separatamente, con aggiunte e correzioni, sotto il titolo Notices et extraits de quelques manuscrits de la Bibliothèque nationale (6 volumi, 1890-1893). Per la Histoire littéraire de la France ha contribuito con una serie di studi, tra i quali deve essere menzionato quello relativo ai predicatori (vol. XXVI), le cui opere, essendo spesso anonime, sollevano molti problemi di attribuzione. Tra le sue altre opere sono stati i notevoli Histoire de la philosophie Scolastique (1872-1880), Les Mélanges poétiques d'Hildebert de Lavardin (1852), una edizione delle opere di Ugo di San Vittore (1886), uno studio critico delle poesie latine attribuite a San Bernardo (1870), e Bernard Délicieux et l'Inquisition albigeoise (1877). A questi va aggiunto il suo contributo al Dictionnaire des sciences philosophiques, alla Biographie générale di Didot, alla Bibliothèque de l'École des Chartes, e al Journal des savants di cui fu direttore.
Tradusse inoltre in lingua francese dal latino opere di Lucano e di Seneca.

## Opere (selezione)
- La Montagne, notices historiques et philosophiques sur les principaux membres de la Montagne; avec leurs portraits gravés à l'eau-forte par Jeanron. Paris: J. Bréauté, 1834.
- La Liberté et l'égalité des cultes. Paris: L. Curmer, 1848.
- Histoire littéraire du Maine. (Nouv. éd. Réimpr. de l'éd. de Paris 1870-77). Genève: Slatkine, 1969. Le Mans: Société historique et archéologique du Maine, 2005 (CD-ROM).
- François Ier et sa cour, portraits, jugements et anecdotes. Paris: Hachette, 1853.
- Charlemagne et sa cour (742-814). Paris, 5ª ediz. 1880.
- Les Œuvres de Hugues de Saint-Victor, essai critique. Frankfurt a. M.: Minerva-Verl., 1963, ristampa della nouvelle éd., Paris, 1886.
- Singularités historiques et littéraires. Paris: Michel Levy, 1861.
- Bernard et Thierry de Chartres. Paris: Impr. nationale, 1872.
- Histoire de la philosophie scolastique. Ristampa dell'ediz. orig. Paris 1872-1880. Frankfurt/Main: Minerva, 1966.
- Bernard Délicieux et l'Inquisition albigeoise. Reprint of the 1877 ed. published by Librairie Hachette, Paris. New York: AMS Press, 1980. ISBN 0-404-16223-1.
- Mémoire sur la vie et quelques oeuvres d'Alain de Lille. Paris), 1886.
- Des poèmes latins attribués a Saint Bernard. Paris: Klincksieck, 1890.
- Volumi XIV-XVI di Gallia christiana, Parigi: Firmin-Didot, 1856-65.
  - Volume 14, 1856: provincia di Tours.
  - Volume 15, 1860: provincia di Besançon.
  - Volume 16, 1865: provincia di Vienne.